# Ex Casa Donarini
L’ex casa Donarini, già Sangiovanni Toffetti, Severgnini, è un palazzo di Crema.

## Storia
Vi sono delle lacune documentali che non permettono di delineare nel dettaglio la storia di questo edificio. Di fatto la prima informazione risale all'anno 1623 quando il fabbricato era di proprietà della famiglia Sangiovanni Toffetti e il cortile era diviso dalla roggia Rino.

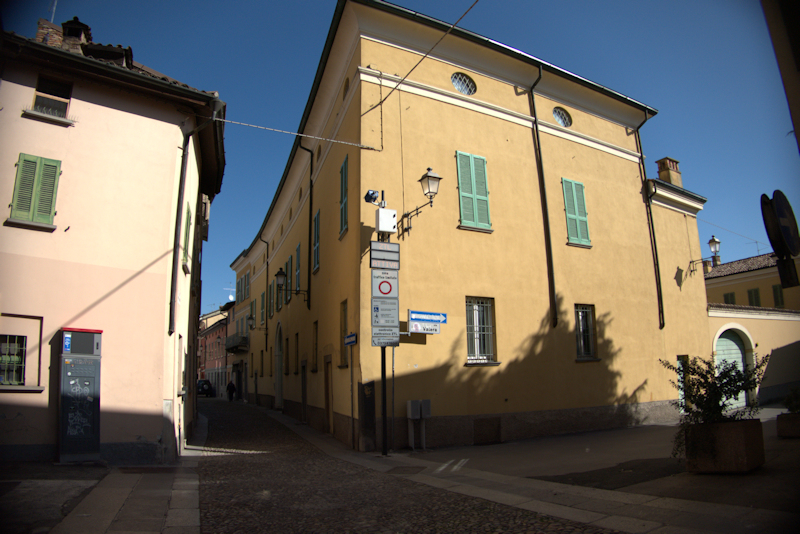

Il corso d'acqua entrava nell'area nord-ovest delle mura, dividendosi nei due tracciati (il Rino propriamente detto e la roggia Crema) creando una sorta di anello all'interno del centro storico. In quell'anno i Sangiovanni Toffetti presentavano istanza per costruire un "volto" con il fine di unire la proprietà, permesso accordato purché fosse mantenuto pulito il sottopasso idraulico. I Sangiovanni Toffetti, tuttavia, dovevano risiedervi da poco tempo poiché non erano ancora censiti in loco nello Stato d'anime del 1611.
Dal libro dei battesimi risulta che qui nacque Vincenzo Sangiovanni Toffetti mentre nell’Estimo del 1685 ne era proprietario il nobile Alvise.
Non è possibile ricostruire le vicende storiche fino all’anno 1802 quando vi risiedeva Gaetano Severgnini i cui discendenti ereditaronoo l’immobile fino al 1917 allorché fu venduto a Gennaro Occhioni (deceduto nel 1947).

## Persone legate al palazzo
- Gaspare Sangiovanni Toffetti, affarista e banchiere, nel 1626 comprava a Roma con il fratello Benedetto la cella monastica di Madignano per 48 mila ducati. Fu propugnatore della costruzione di una villa a Ombriano (demolita nel 1829)[3]. Nel 1646 ottenne l’iscrizione della famiglia nel libro d’oro della nobiltà veneta in virtù delle elargizioni (60 mila ducati, oltre a 40 mila concessi in prestito[4]) alla Repubblica in un periodo di ristrettezze economiche a causa della guerra contro i turchi[2]. Donò denaro anche per il completamento della chiesa di Sant'Agostino[4].
- Gaetano Severgnini, fu convinto repubblicano, con la costituzione dell’effimera Repubblica Cremasca fu nominato municipalista (sorta di assessore) con delega alla polizia[5] e quindi presidente di turno della municipalità sovrana[2]. Con l'instaurarsi della Repubblica Cisalpina fu amministratore centrale del Dipartimento dell’Adda con capoluogo Lodi[2].

## Caratteristiche

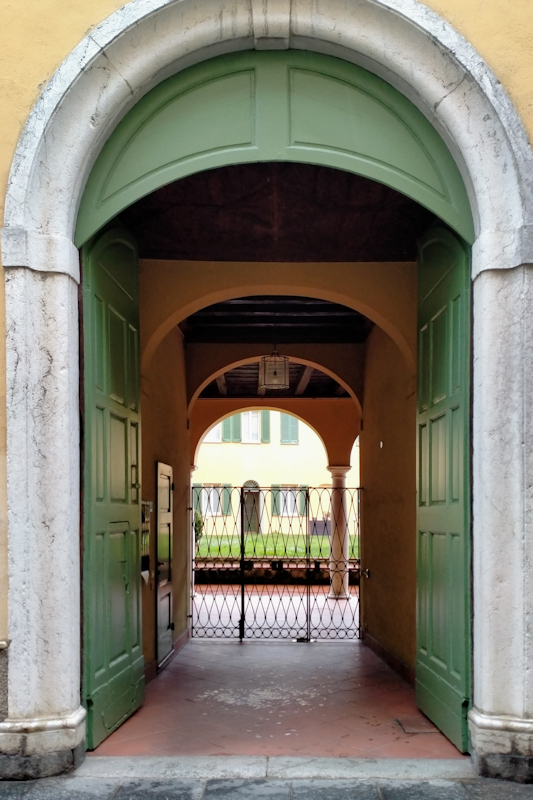

Edificio lineare, con finestre senza cornici, unico elemento qualificante è il marcapiano che divide il secondo ordine dal sottotetto caratterizzate da file di oculi.
Il portale in pietra, con arco a tutto sesto introduce ad un androne che si apre verso un portico con soffitto a cassettoni.